# Isa Noyola
Isa Noyola (née le 22 juillet 1978) est une activiste latino-transgenre (translatina), directrice nationale du mouvement des droits des immigrants LGBT et directrice adjointe du Transgender Law Center,. En 2015, elle organise la première manifestation nationale contre la violence à l'égard des personnes trans. Cette manifestation est un événement qui rassemble plus de 100 militantes, principalement des femmes de couleur transgenres, pour lutter contre l'épidémie de violence à laquelle les communautés transgenres sont confrontées, d'autant plus que l'intersectionnalité entre la race et le sexe est liée à l'immigration et à l'incarcération dans la mesure où elles traitent de systèmes transphobes,,.

## Jeunesse
Noyola est née à Houston au Texas, de Celestino Noyola et Anita Noyola (née Del Carmen Gonzales). Elle grandit en Californie. Sa famille est originaire de Comitán, Chiapas et San Luis Potosí au Mexique,. Noyola déclare qu'elle a commencé à s'identifier comme une féministe après avoir été humiliée enfant lorsqu'elle a prétendu être Wonder Woman. Elle grandit dans la foi évangélique pentecôtiste, où ses parents sont pasteurs et dirigent une église dans la région de la baie de San Francisco pendant plus de 25 ans. 
Noyola s'identifie comme organisatrice culturelle translatina, non-binaire, activiste, bispirituelle, queer, "jota", muxerista et "chingona". 

## Carrière

### Transgender Law Center
Noyola est directrice adjointe des programmes au Transgender Law Center, une organisation à but non lucratif qui lutte contre la discrimination à l'égard des personnes transgenres,. Elle travaille également à intégrer directement les problèmes de la communauté dans les systèmes les opprimant tels que le service américain de l'immigration et des douanes, et à sensibiliser les politiciens qui en savent souvent très peu sur les personnes transgenres. Elle plaide en faveur de la libération des femmes transgenres des centres de détention de l'ICE et travaille dans le but de mettre un terme aux expulsions. 

### Autres activités
Noyola travaille avec l'organisation #Not1More afin de changer les lois injustes en matière d'immigration. 
Elle est membre des comités consultatifs des projets El/La (Para Translatinas), de FAMILIA: Mouvement de libération trans-queer et de Queer Undocumented Immigrant Project. 
Le 28 mai 2015, Noloya et environ 70 autres immigrants et alliés LGBTQ forment une chaîne humaine bloquant l'entrée du département de police de Santa Ana pour obtenir la fin de la détention et de l'expulsion d'immigrants sans papiers, en particulier de la communauté LGBTQ,. Ils demandaient à la ville de Santa Ana, Californie, de mettre fin à son contrat avec l'Immigration Customs Enforcement, qui emprisonne les personnes trans et queer dans des conditions abusives dans la prison de la ville. La police déclare la manifestation illégale et arrêtent 5 des participants, dont Noyola,. 

### El/La (Para TransLatinas)
Noyola fonde et travaille en tant que défenseure nationale avec El/La Para TransLatinas (en), une organisation pour les personnes transgenres latinas (translatina) qui œuvre à la construction d’une action collective visant à promouvoir la survie et à améliorer la qualité de vie des TransLatinas dans la région de la baie de San Francisco. Son approche intersectionnelle est essentielle au succès d'El/La.  En 2013 , l'organisation de développement du leadership par la base remporte 200 000 $ de subvention de la Commission des Droits de l'Homme de San Francisco pour son travail sur la prévention de la violence. Noyola déclare que c'est la première fois que les personnes trans latino-américaines reçoivent un financement pour former des leaders communautaires de cette manière.